# Gruszynki
Gruszynki (do 1945 r. niem. Grauschienen) – uroczysko (dawna osada) w Polsce położona w województwie warmińsko-mazurskim, w powiecie bartoszyckim, w gminie Bartoszyce. W latach 1975–1998 miejscowość administracyjnie należała do województwa olsztyńskiego.
W 1983 r. była to osada, ujmowana w spisie razem ze wsią Wargielity. Według skanu mapy topograficznej była to baza PGR, jeden budynek mieszkalny i trzy gospodarcze. Miejscowość typu osada istniała do 2011 r., nazwa została urzędowo zniesiona a obszar wcielony został do wsi Wargielity.